# Пирин (танцов състав)
Вижте пояснителната страница за други значения на Пирин.
„Пирин“ е танцов състав на българите в Чехия, към Сдружение „Пирин“ в град Бърно.
Създаден е през 2001 г. Участва на международни фестивали в Чехия. Взима участия в Австрия, България, Полша, Словакия и Унгария.

## История
На 5 октомври 2010 г. съставът взима участие в събора на град Копривщица, България.

## Цели
В своята дейност съставът заявява че се придържа към следните цели:
- да подпомага и развива българската култура сред чешката общественост;
- да укрепва традиционното българо-чешкото приятелство в областта на културата и образованието;
- да работи за съхраняване на фолклорното богатсво и запазване на българската идентичност;
- да отбелязва тържествено българските национални празници със свои сценични изяви и мероприятия;
- да провежда езикови курсове;
- да извършва рекламна и публицистична дейност.